# فلیدا (واشینگتن)
فلیدا (به انگلیسی: Felida) یک منطقهٔ مسکونی در ایالات متحده آمریکا است که در شهرستان کلارک، واشینگتن واقع شده‌است. فلیدا ۷٫۸ کیلومتر مربع مساحت و ۷٬۳۸۵ نفر جمعیت دارد و ۶۵ متر بالاتر از سطح دریا واقع شده‌است.